# Joe Bradford
Joseph Bradford (22. ledna 1901, Peggs Green – 6. září 1980, Birmingham) byl anglický fotbalista.
Hrál na postu útočníka, hlavně za Birmingham City FC.

## Hráčská kariéra
Joe Bradford hrál na postu útočníka za Birmingham City FC a Bristol City FC. S 248 góly je historicky 9. nejlepším střelcem 1. anglické ligy a historicky nejlepším střelcem Birminghamu City v 1. anglické lize.
Za Anglii hrál 12 zápasů a dal 7 gólů.